# ورزشگاه رنه سرژ نابایوت
استادیوم رنه سرژ نابایوت یک ورزشگاه چند منظوره در لزبیم، گوادلوپ است که در حال حاضر بیشتر برای مسابقات فوتبال استفاده می‌شود. ظرفیت این ورزشگاه ۷۵۰۰ نفر است. این مکان در حال حاضر زمین خانگی تیم ملی فوتبال گوادلوپ است.
رنه سرژ نابایوت شهردار سابق کمون لزبیم بود.